# 大森健作
大森健作（1975年11月21日—），前日本職業足球員，日本20歲以下足球代表隊成員。

## 俱乐部生涯
1994年，大森健作在橫濱水手开始足球生涯。1997年转会至鹿島鹿角，1998年转会至京都不死鳥，2000年转会至札幌岡薩多，2004年转会至大阪櫻花，2005年转会至德島漩渦。2007年引退。

## 日本國家足球隊
大森健作参加了1995年世界青年錦標賽。

## 外部連結
- （日語）J.League Data Site（页面存档备份，存于）